# Vanda Winter
Vanda Winter (ur. 18 sierpnia 1984 w Buševcu) – chorwacka aktorka filmowa i teatralna oraz piosenkarka.
Jest znana z licznych występów wokalnych oraz uczestnictwa w programie Tvoje lice zvuči poznato, chorwackiej edycji formatu telewizyjnego Twoja twarz brzmi znajomo.
Pracuje także w dubbingu.

## Życiorys
Swój pierwszy występ sceniczny miała w programie Turbo Limach Show 1998. Brała udział w licznych festiwalach, są wśród nich m.in. Grand Prix Festival, Hrvatski radijski festival i Zadarfest. Na swoim koncie ma kilka nagród, m.in. Grand Prix (festiwal „Oni dolaze”, 2002) i nagrodę dla wybitnych młodych artystów (Hrvatsko glumište, za rolę w musicalu Ljepotica i zvijer).
Kształciła się w szkole Rock akademija. W 2005 roku podjęła studia w Akademii Sztuk Dramatycznych w Zagrzebiu. W tym samym roku otrzymała stypendium teatru Komedija. Podczas studiów brała udział w przedstawieniach teatrów Trešnja i Komedija oraz Chorwackiego Teatru Narodowego.

## Filmografia (wybór)
Role teatralne
- Aida – Aida
- Bljesak zlatnog zuba – Zlata
- Božićna želja
- Ella i Marilyn – Marilyn Monroe
- Gospođica iz Maxima – Gospođica Virette
- Gubec-beg – Jana
- Klupko – Anica
- Kosa – Sheila
- Ljepotica i zvijer – Belle
- Mamma Mia – Sophie Sheridan
- Mimi – Geschwitz
- Odlazak – Suzana Rieger
- Opasne veze – La presidente de Tourvel
- Opera za tri groša – Polly Peachum

Role dubbingowe
- Trolle (Trolovi) jako Brigita (2016)
- Zwierzogród (Zootropola) jako Žizel (2016)
- Paddington (Medvjedić Paddington) jako Millicent (2014)
- Kraina lodu (Snježno kraljevstvo) jako Bulda (2013)
- Klub Winx (Winx) jako Musa (2013)
- Victoria znaczy zwycięstwo (Victorious) jako Kimberly (2012)
- My Little Pony: Przyjaźń to magia  (Moj mali poni: Prijateljstvo je čarobno) jako Rarity (wersja pilotażowa, 2011)